# Коготницы
Коготницы (лат. Astylosternus) — род бесхвостых земноводных из семейства Пискуньи.  Ареал простирается от Сьерра-Леоне в Западной Африке до Демократической Республики Конго в Центральной Африке, с разрывом в регионе Ганы.

## Классификация
На январь 2023 года в род включают 13 видов:
- Astylosternus batesi (Boulenger, 1900) — Лимоннобрюхая коготница
- Astylosternus diadematus Werner, 1898 — Жёлтоногая коготница
- Astylosternus fallax Amiet, 1978 — Звонкоголосая коготница
- Astylosternus laticephalus Rödel et al., 2012
- Astylosternus laurenti Amiet, 1978 — Гребнистая коготница
- Astylosternus montanus Amiet, 1978 — Горная коготница
- Astylosternus nganhanus Amiet, 1978 — Пятнистая коготница
- Astylosternus occidentalis Parker, 1931 — Западноафриканская коготница
- Astylosternus perreti Amiet, 1978 — Стройная коготница
- Astylosternus ranoides Amiet, 1978 — Узорчатая коготница
- Astylosternus rheophilus Amiet, 1978 — Скрытная коготница
- Astylosternus robustus (Boulenger, 1900) — Волосатая лягушка
- Astylosternus schioetzi Amiet, 1978 — Коренастая коготница